# 후나쿠보 하루카
후나쿠보 하루카(일본어: 舟久保 遥香, 1998년 10월 10일~)는 일본의 유도 선수이다. 2024년 하계 올림픽 여자 라이트급에서 동메달을 획득했다. 

## 초기 경력
야마구치현 후지요시다시 출신으로 6세 때 유도를 시작했다. 후지가쿠엔 중학교에 진학하여 야자키 유타와 그의 부인인 노리코의 지도를 받았다. 중학교 졸업 후에는 후지가쿠엔 고등학교에 진학했고 1학년 때인 2014년에 홍콩에서 열린 아시아 유스 선수권 대회에서 우승을 차지했다. 이듬해인 2015년에는 아부다비에서 열린 세계 주니어 선수권 대회에서 우승을 차지했다. 
2017년 고교 졸업을 앞두고 일본 국가대표 선수로 발탁되었고 그 해 2월 불가리아 소피아에서 열린 유럽 오픈 대회에 참가하여 국가대표 데뷔전을 가졌다. 고교 졸업 후인 2017년 4월에는 미쓰이 스미모토 해상보험 유도단에 입단했다.

## 개인사
고등학교 3학년일때 후지요시다 경찰서에서 일일경찰서장직에 위촉되었을때 보이스피싱 사기를 주의할 목적의 한 단막극에 출연했다. 보이스피싱 사기로 고령자에게서 돈을 뜯어내려하는 범인이 현금의 수령 장소에 나타났을때 범인을 메다던져버리는 역할을 연기했다.  